# Straußwachtel

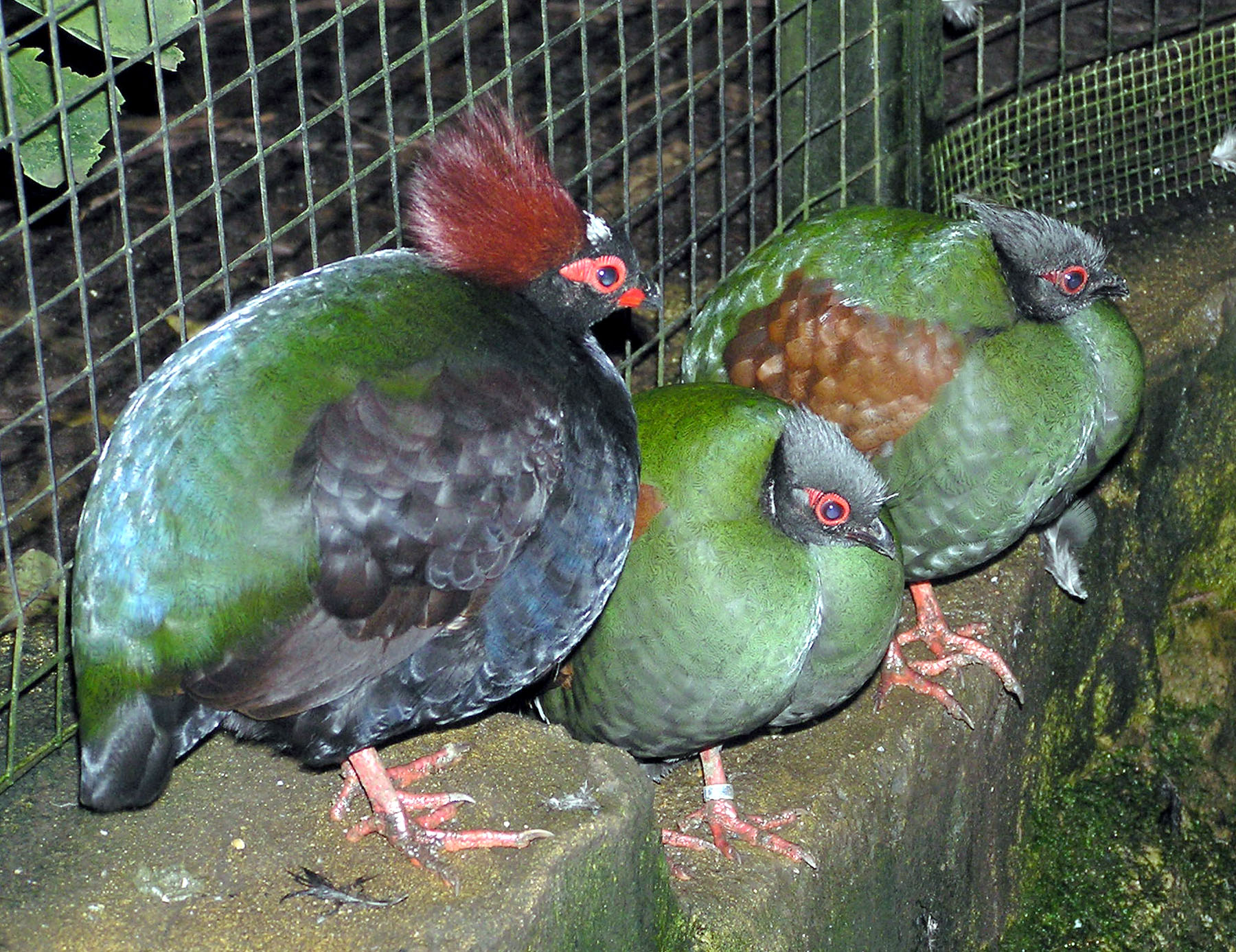
Männchen mit zwei weiblichen Tieren

Die Straußwachtel (Rollulus rouloul) ist eine Vogelart aus der Familie der Fasanenartigen (Phasianidae) und ist die einzige Art ihrer Gattung, der Straußwachteln (Rollulus).

## Merkmale
Die Straußwachtel erreicht eine Körperlänge von etwa 25 bis 27 cm und ein Gewicht von 150 bis 190 g. Die Körperform ist annähernd kugelrund. Der dunkelgraue bis schwarze Schnabel beider Geschlechter ist im Ansatz rot, der Schwanz ist kurz und die Beine sind rötlich, wobei die Füße keine Sporen besitzen. Der Augenbereich ist unbefiedert und leuchtend rot gefärbt. Die weitere Färbung beider Geschlechter ist unterschiedlich. Der Kopf der Weibchen ist schiefergrau und das Gefieder überwiegend oliv- bis grasgrün, die rundlichen Flügel sind kastanienbraun. Die nur geringfügig größeren Männchen weisen ein metallisch glänzendes schwarzes Gefieder auf, das bei Sonneneinstrahlung leuchtend grünlich, bläulich und violett durchschimmert. Die Flügelenden schimmern leicht bräunlich. Markantes Zeichen des Männchens ist der rote Schopf auf dem Hinterkopf, der aus borstigen roten bis rotbraunen Federn besteht. Oberhalb der Augen auf der Stirn am Ansatz des Schopfes verläuft ein weißes Band. Außerdem tragen beide Geschlechter schwarze borstige Federn an den Wangen. Das Gefieder jüngerer Vögel ist weniger glanzvoll.
Der Gesang der Straußwachteln klingt wie „si-jul“.

## Verbreitung
Heimat der Straußwachteln ist Südostasien. Das Verbreitungsgebiet umfasst Süd-Myanmar, Südthailand, Malaysia, Sumatra und Borneo sowie die Inseln des Mergui-Archipels. Die Art besiedelt hier vor allem den dichten, immergrünen, tropischen Regenwald sowie Bambushaine, aber auch Lichtungen mit Buschwerk. Sie kommt eher im Tiefland und bis in Höhen von 1.550 m über NN vor.

## Verhalten und Ernährung
Die tagaktiven Straußwachteln leben in kleinen Gruppen am Waldboden. Bei Gefahr oder anderen Störungen laufen sie fort, wenn nötig, flattern sie auch eine kurze Strecke in allen Richtungen davon. Straußwachteln fressen neben Sämereien und Früchten vor allem Insekten. Dabei suchen sie allein oder als Paar den Waldboden scharrend ab.

## Fortpflanzung

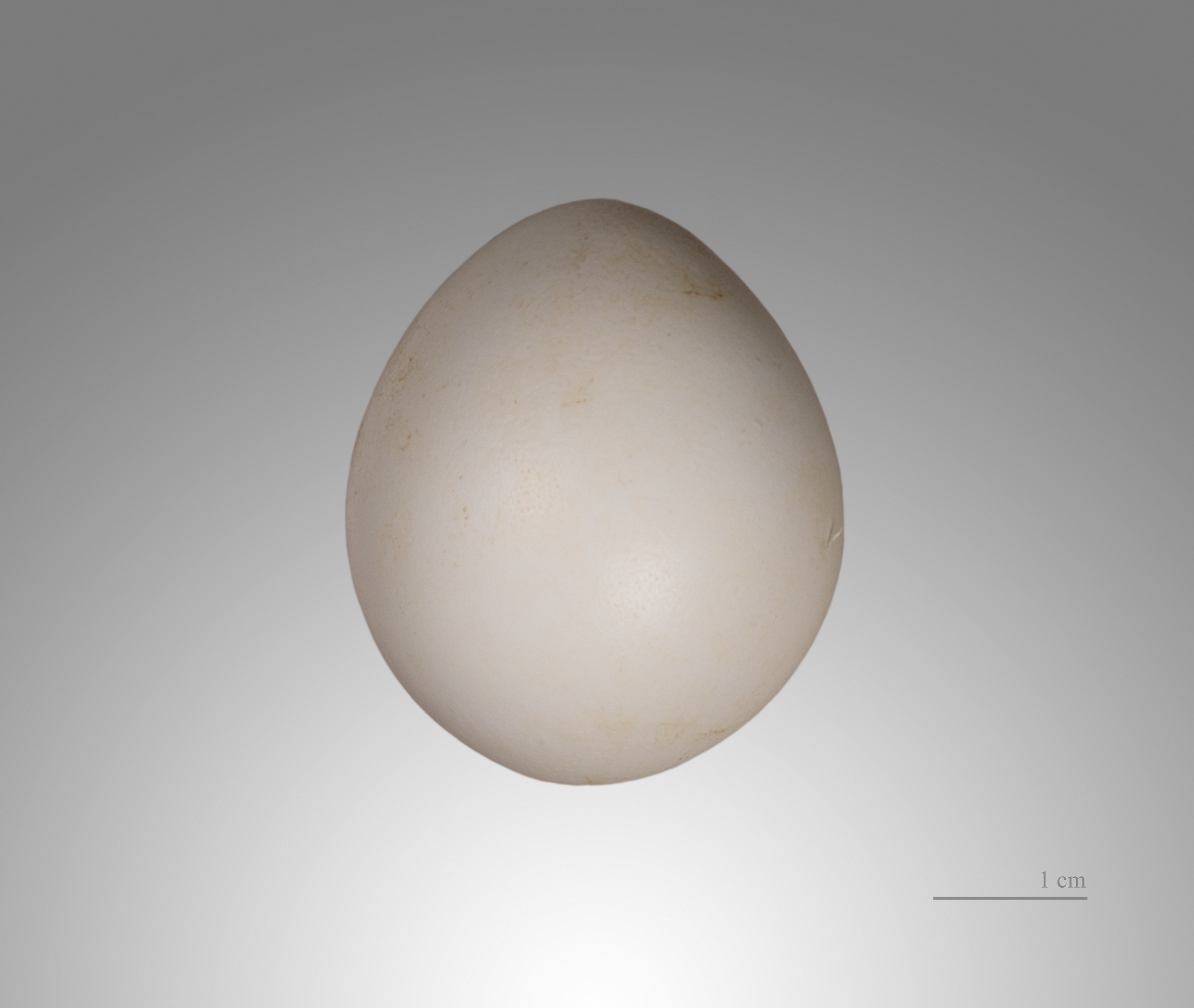
Rollulus rouloul

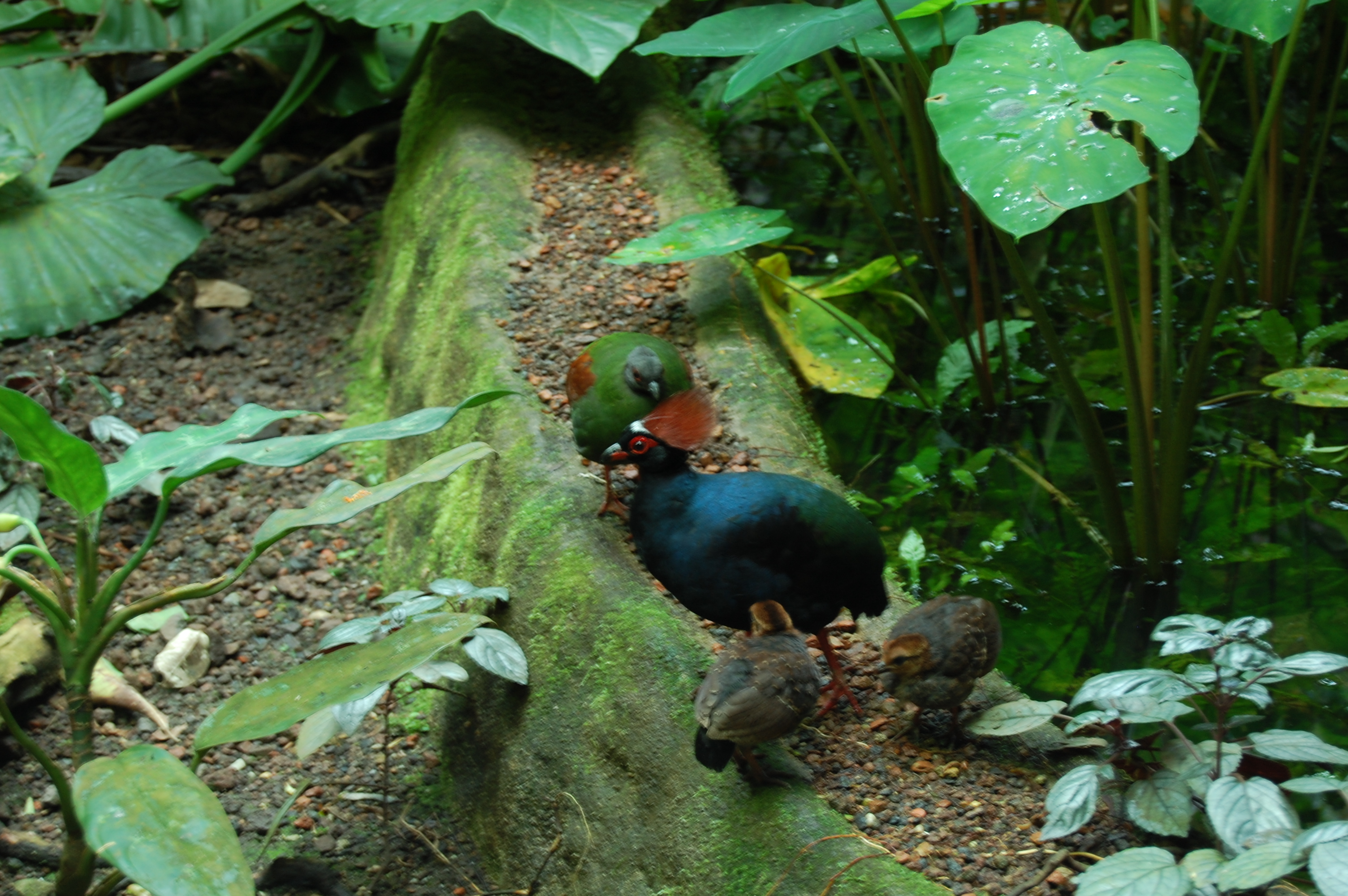
Straußwachtelfamilie im Tiergarten Schönbrunn

Die Geschlechtsreife tritt mit sechs Monaten ein. Je nach Verbreitungsgebiet brüten Straußwachteln zwischen Dezember und April. Beide Geschlechter sind am Bau des recht komplizierten Nestes beteiligt. Das Nest wird halbkugelförmig in den Boden gescharrt, mit Falllaub begrenzt und schließlich gänzlich unter Falllaub versteckt. Dieses Kuppelnest wird so angelegt, dass es das grün gefiederte Weibchen äußerst gut tarnt. Der Bau des Nestes kann bis zu drei Tage dauern. Die Henne legt fünf oder sechs weiße Eier, die sie allein über einen Zeitraum von ziemlich genau 18 Tagen bebrütet. Während des Brütens hält das Männchen am Gelege Wache. Um die Aufzucht der Jungvögel kümmern sich dann beide Altvögel. Für Hühnervögel eher selten werden die Küken von Schnabel zu Schnabel gefüttert. Sie verbringen die erste Zeit im Nest. Die Jungvögel werden für gewöhnlich von den Altvögeln am Abend zurück zum Nest geführt, um dort die Nacht zu verbringen. Bereits nach 25 bis 30 Tagen sind die Jungvögel selbstständig. Eine Straußwachtel kann ein Alter von bis zu fünf Jahren erreichen.

## Gefährdung und Schutz
In weiten Teilen ihrer Verbreitungsgebiete sind die Straußwachteln mittlerweile wegen der großflächigen Habitatzerstörung durch anhaltende Abholzung selten geworden. Sie scheinen aber anpassungsfähiger als andere Glattfußhühner Südostasiens zu sein. In der Roten Liste der IUCN wird die Straußwachtel als Art der Vorwarnliste mit „potenziell gefährdet“ (near threatened) geführt.